# استیفن بروتون

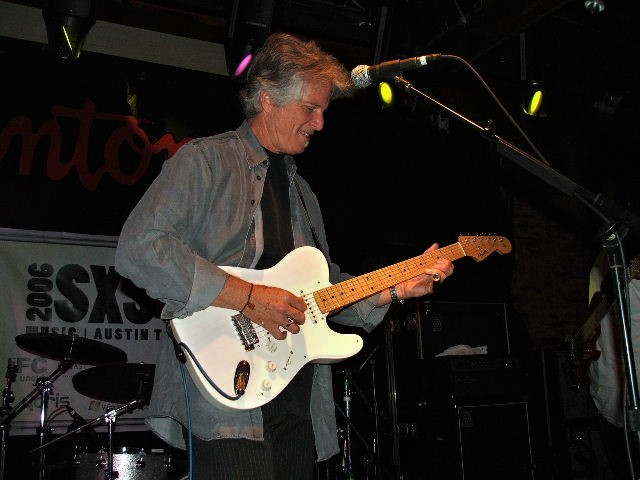
استیون بروتون در رستوران آنتون در آستین، تگزاس، در طول جشنواره SXSW 2006.

ترنر استیون بروتون (۷ نوامبر ۱۹۴۸ - ۹ مه ۲۰۰۹) بازیگر و موسیقیدان آمریکایی بود. 
او که در ویلمینگتون، دلاور ، ایالات متحده متولد شد، در دو سالگی به همراه خانواده‌اش به تگزاس نقل مکان کرد. او پس از فارغ‌التحصیلی از دانشگاه مسیحی تگزاس، با پیوستن به گروه کریس کریستوفرسون ، در حالی که حرفه کریس کریستوفرسون در شرف اوج گرفتن بود، وارد صحنه موسیقی فورت ورث شد. همکاری و دوستی آنها بیش از 40 سال ادامه داشت. 